# Jack Steinberger
Jack Steinberger, nemško-ameriški fizik, * 25. maj 1921, Bad Kissingen, Bavarska, Weimarska republika, † 12. december 2020, Ženeva, Švica.
Steinberger je leta 1988 skupaj z Ledermanom in Schwartzem prejel Nobelovo nagrado za fiziko.
Umrl je v 100. letu v Ženevi v Švici.